# Lallar
Lallar è un comune dell'Azerbaigian situato nel distretto di Cəlilabad. Conta una popolazione di 513 abitanti.